# Min lättfotade "moster"
Min lättfotade "moster" (engelska: Travels with my aunt) är en amerikansk komedifilm från 1972 i regi av George Cukor. I huvudrollen ses Maggie Smith. Filmen är löst baserad på Graham Greenes roman Resor med moster Augusta från 1969.
Filmen nominerades i fyra kategorier till Oscarsgalan 1973, inklusive huvudrollsinnehavaren Maggie Smith. Filmen vann en Oscar för bästa kostym. Den nominerades även till en Golden Globe Award för bästa film – musikal eller komedi.

## Rollista
- Maggie Smith - Augusta Bertram
- Alec McCowen - Henry Pulling
- Louis Gossett Jr. - Zachary Wordsworth
- Robert Stephens - Ercole Visconti
- Cindy Williams - Tooley
- Robert Flemyng - Crowder
- José Luis López Vázquez - Achille Dambreuse
- Valerie White - Mme. Dambreuse